# Gabriel Leone
Gabriel Leone Coutinho Miranda Frota (Río de Janeiro; 21 de julio de 1993) es un actor y músico brasileño. Se hizo conocido a nivel nacional por su papel en la telenovela Verdades secretas y obtuvo reconocimiento internacional por su papel de Alfonso de Portago en la película Ferrari de Michael Mann.
En marzo de 2023, Leone fue elegido para interpretar a Ayrton Senna en la serie de Netflix Senna (2024).

## Filmografía

### Cine
| Año  | Título                                | Papel              |
| ---- | ------------------------------------- | ------------------ |
| 2015 | Garoto                                | Garoto             |
| 2019 | Minha Fama de Mau                     | Roberto Carlos     |
| 2021 | Mise en Scène: a Artesania do Artista |                    |
| 2021 | Piedade                               | Marlon Brando      |
| 2022 | Eduardo & Mônica                      | Eduardo Sousa      |
| 2022 | Alemão                                | Ciro               |
| 2022 | Além da Lenda: The Movie'             | Lucas              |
| 2022 | Meu Álbum de Amores                   | Júlio Tavares      |
| 2022 | Meu Álbum de Amores                   | Odilon Ricardo     |
| 2022 | Duetto                                | Carlo              |
| 2023 | O Rio do Desejo                       | Armando            |
| 2023 | Ferrari                               | Alfonso de Portago |

### Televisión
| Año        | Título                      | Papel                 | Notas                        |
| ---------- | --------------------------- | --------------------- | ---------------------------- |
| 2013       | A Grande Família            | Haroldinho            | Episodio: «Bebel e Sua Moto» |
| 2013- 2014 | Malhação                    | Antônio Rocha         | Temporada 21                 |
| 2014       | Santo Forte                 | Marco Antônio         |                              |
| 2015       | Verdades secretas           | Guilherme Lovatelli   |                              |
| 2016       | Velho Chico                 | Miguel de Sá Ribeiro  |                              |
| 2017       | Os Dias Eram Assim          | Gustavo Reis          |                              |
| 2018       | Carcereiros                 | Wellington Sacramento | Episodio: «Ratos & Homens»   |
| 2018       | Onde Nascem os Fortes       | Hermano Gouveia       |                              |
| 2019       | Tá no Ar: a TV na TV        | Él mismo              | Cameo                        |
| 2020       | Milton e o Clube da Esquina | Presentador           |                              |
| 2021       | Verdades secretas 2         | Guilherme Lovatelli   | Cameo                        |
| 2021-      | Dom                         | Pedro Dom             |                              |
| 2021- 2022 | Um Lugar ao Sol             | Felipe Soares         |                              |
| 2022       | Independências              | Miguel I de Portugal  |                              |
| 2024       | Senna                       | Ayrton Senna          |                              |